# Волоколамська (платформа)
Волоколамська (рос. Волоколамская) — зупинний пункт/пасажирська платформа Ризького напрямку МЗ, у складі лінії МЦД-2. Розташована у Москві. Відкрито 23 листопада 2019 року.

## Опис
Станом на кінець 2019 року має одну острівну платформу між I і II коліями. За проектом матиме дві високі острівні платформи з виходом до всіх 4 головних колій. Платформи мають бути сполучені конкорсом, який має бути введено у будівлю транспортно-пересадного вузла. Конкорс обладнаний ліфтами і ескалаторами.

## Пересадки
- Метростанцію  Волоколамська
- Автобуси: с11, 252, 337, 741